# Yuzhoulong
Yuzhoulong („drak z Čchung-čching“) byl rod sauropodního dinosaura z kladu Macronaria, žijícího na území dnešní jihozápadní Číny v období střední jury (geologický věk bath, před 168 až 166 miliony let).

## Historie a popis

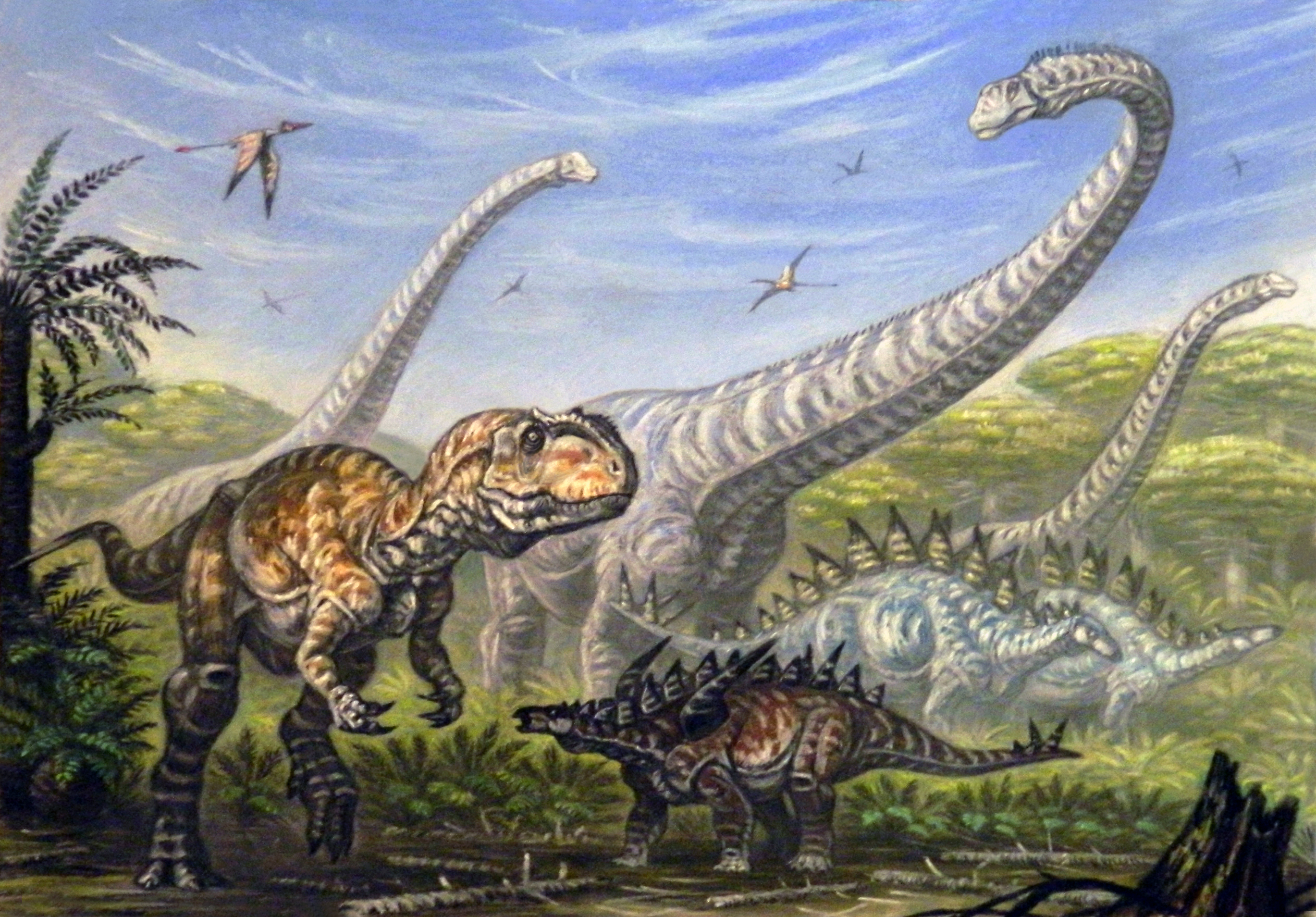
Fauna souvrství Ša-si-miao.

Typový exemplář má podobu neúplně dochované (fragmentární) kostry, objevené v roce 2016 v sedimentech souvrství Ša-si-miao na území městské provincie Čchung-čching. Holotyp nese označení CLGRP V00013 a byl objeven spolu s fosiliemi dalšího, dosud nepopsaného sauropoda. Jedná se o kostru nedospělého, subadultního jedince.
Typový druh Yuzhoulong qurenensis byl formálně popsán týmem čínských paleontologů v listopadu roku 2022. Y. qurenensis je podle provedených fylogenetických analýz bazálním (vývojově primitivním) zástupcem kladu Macronaria, což dokládá přítomnost makronariů již v období střední jury.